# Хакер

Ґлайдер з гри життя — емблема хакерів, запропонована Еріком Реймондом

Ха́кер або га́кер (англ. hacker, від to hack — рубати) — особа, що намагається отримати несанкціонований доступ до комп'ютерних систем, з метою отримання секретної інформації або виявлення вразливості системи. Також на слензі вживається у значенні — досвідчений комп'ютерний програміст або користувач.

## Значення
З моменту появи цього слова у формі комп'ютерного терміну (започаткованого в 1960-ті роки) в нього з'явилися достатньо різноманітні значення.
1. Обдарований програміст, ентузіаст своєї справи, прихильник свободи та відкритості інформації.
2. Крекер — спеціаліст в області комп'ютерних технологій, діяльність якого пов'язана з намаганням отримати несанкціонований доступ до систем із секретною (конфіденційною) інформацією, комп'ютерний злочинець.
3. Фахівець з комп'ютерної безпеки.

«Звичайні програмісти пишуть програми за гроші, а хакери — заради задоволення.» Пол Грем — «Великі хакери»

## Історичні причини існування відмінностей у значеннях слова «хакер»
Значення слова «хакер» в первісному його розумінні, ймовірно, виникло в стінах MIT 1960-х задовго до широкого розповсюдження комп'ютерів.
Спочатку з'явилося жаргонне слово «to hack» (рубати, шматувати). Воно означало процес внесення змін «на льоту» у свою або чужу програму (передбачалося, що є початкові тексти програми). Віддієслівний іменник «hack» означав результати такої зміни. Вельми корисною і гідною справою вважалося не просто повідомити автору програми про помилку, а відразу запропонувати йому такий «хак», який її виправляє. Слово «хакер» спочатку відбулося саме звідси.
«Хак», однак, не завжди мав на меті виправлення помилок — він міг змінювати поведінку програми всупереч волі її автора. Саме подібні скандальні інциденти, в основному, і ставали надбанням гласності, а розуміння хакерства як активного зворотного зв'язку між авторами та користувачами програм ніколи журналістів не цікавило. Потім настала епоха закритого програмного коду, вихідні тексти багатьох програм стали недоступними, і позитивна роль хакерства почала сходити нанівець — величезні витрати часу на «хак» закритого вихідного коду могли бути виправдані тільки дуже сильною мотивацією — такою, як бажання заробити гроші або скандальну популярність.
У результаті з'явилося нове, «спотворене» розуміння слова «хакер»: воно означає зловмисника, котрий використовує комп'ютерні знання для здійснення несанкціонованих, іноді шкідливих дій в комп'ютері — злом комп'ютерів, написання та поширення комп'ютерних вірусів. Вперше в цьому значенні слово «хакер» було вжито Кліффордом Столлом в його книзі «Яйце зозулі», а його популяризації чимало сприяв голлівудський кінофільм «Хакери». У подібному комп'ютерному сленгу слова «хак», «хакати» зазвичай стосуються злому захисту комп'ютерних мереж, вебсерверів тощо.
Дехто з відомих прихильників вільного і відкритого програмного забезпечення — наприклад, Річард Столмен — закликають до використання слова «хакер» тільки в первісному сенсі.
Вельми докладні пояснення терміна в його первісному значенні наведені в статті Еріка Реймонда «Як стати хакером». Також Ерік Реймонд запропонував у жовтні 2003 емблему для хакерської спільноти — символ «глайдера» (англ. glider) з гри «Життя». Оскільки спільнота хакерів не має єдиного центру або офіційної структури, запропонований символ не можна вважати офіційним символом хакерського руху. 

## Хакерські групи
Хакерська група — це колектив фахівців у сфері IT, об'єднаних загальним мотивом діяльності. Як правило, напрямками діяльності хакерських груп є дестабілізація роботи серверів, інтернет-ресурсів, злом порталів або несанкціоноване вилучення (крадіжка) даних. Окрім дій кримінального характеру, хакерські групи можуть поєднувати різні види діяльності, наприклад у військово-політичній сфері — здійснювати атаки на інформаційну та іншу інфраструктуру певних корпорацій та/або країн.

### Етичні (білі) хакери
Після початку російського вторгнення в Україну хакери запустили ініціативу на підтримку Збройних Сил України. Їх надихнув приклад свого колеги під ніком blazezaria, який знайшов критичну вразливість і отримав нагороду в 1 млн дол. Усю суму він матиме не одразу, її розділять для виплат протягом року. Однак вже одразу хакер вирішив 10 % від суми відправляти фонду «Повернись живим». Спільнота білих хакерів і фонд «Повернись живим» закликали інших комп’ютерних ентузіастів долучитися до кампанії.
В серпні 2023 року, анонімні хакери заявили, що отримали доступ до систем розробника шпигунського ПЗ (stalkerware) WebDetetive та з метою захисту жертв від шпигунства, видалили інформацію про пристрої, що відстежувалися. За даними хакерів, WebDetetive вела стеження за більш ніж 76 000 пристроїв та їх власниками, зібравши понад 1,5 Гб даних. Хакери видалили всю інформацію, до якої їм вдалося отримати доступ. Відтепер WebDetetive не буде в змозі збирати дані з пристроїв користувачів.
На кінець березня 2024 року, як повідомило СтратКом ЗС України, українські хакери отримали доступ до більше ніж 100 російських сайтів і завдали країні-агресору збитків на понад $12 млрд. Хакери змогли проникнути на сервери критично важливої інфраструктури та отримати десятки терабайтів засекреченої інформації.

## Відомі хакери
До списку досить відомих хакерів світу внесені:
- Роберт Морріс — автор хробака Морріса 1988 (насправді хробак Морріса був лабораторним дослідом, тому хакером його можна вважати умовно).
- Адріан Ламо — відомий зламом Yahoo, Citigroup, Bank of America і Cingular.
- Амін Стігал (Amin Timovich Stigal) — російський хакер, який причетний до масштабної кібератаки на комп’ютерні системи уряду України перед початком повномасштабної війни[14].
- Гері Маккіннон — звинувачується у зламі 53-х комп'ютерів Пентагону і НАСА у 2001—2002 роках в пошуках інформації про НЛО.
- Денис Токаренко (Катана) — один із найбільших кіберзлочинців у світі, який допомагав російській мафії відмивати гроші через криптовалюту[15][16].
- Джонатан Джеймс — американський хакер, став першим неповнолітнім, засудженим за хакерство.
- Джон Дрейпер — один з перших хакерів в історії комп'ютерного світу.
- Кевін Поулсен — зламав базу даних ФБР і отримав доступ до засекреченої інформації, що стосувалася прослуховування телефонних розмов. Поулсен довго переховувався, змінюючи адреси й навіть зовнішність, але врешті-решт він був спійманий і засуджений на 5 років. Після виходу з в'язниці працював журналістом, потім став головним редактором Wired News. Його найпопулярніша стаття описує процес ідентифікації 744 сексуальних маніяків за їх профілями в MySpace.
- Кібер Енакін — злам російських баз даних, як помста за збиття MH17.
- Борис Флоричич — німецький хакер і фрікер. Займався зламом різноманітних систем комп'ютерної безпеки.
- Таль Ханан — керівник ізраїльського хакерського угрупування «Команда Хорхе», яке вплинуло на результати понад 30 виборів по всьому світу[17][18].
- Хосе Луїс Уертас («Алькасека», «Манго» або «Чімічурі») — 19-річний іспанець, один з найнебезпечніших хакерів Європи[19].

### Ідеологи хакерської етики
- Річард Столмен — засновник проєкту GNU та фонду FSF.
- Ерік Реймонд — письменник, редактор і хранитель Jargon File — мережевого енциклопедичного словника, присвяченого хакерському сленгу і хакерській культурі.

### Відомі хакери-письменники
- Джуліан Ассанж — в 1997 році в співавторстві зі Сьюлетт Дрейфус написав книгу про хакерів «Underground».
- Кріс Касперски — автор популярних книг і статей на комп'ютерну тематику.
- Кевін Митник — найвідоміший хакер 90-х, консультант з комп'ютерної безпеки, письменник і публічний лектор[20].
- Брюс Шнайер  — американський криптограф, письменник і фахівець з комп'ютерної безпеки.